# Nagrada Saharov
Nagrada Saharov je godišnja nagrada koju dodjeljuje Europski parlament u čast pojedincima ili organizacijama koji su posvetili svoje živote za obranu ljudskih prava i sloboda.
Nagrada je nazvana po ruskom znanstveniku i disidentu Andreju Saharovu. Osnovana je u prosincu 1988.
Dodjela nagrada je 10. prosinca, na dan kada je Glavna skupština Ujedinjenih naroda ratificirala Opću deklaraciju o ljudskim pravima iz 1948., također se slavi kao Dan ljudskih prava.
Povodom 30. obljetnice osnutka nagrade objavljena je monografija Borci za naše slobode.

## Dobitnici
- 1988.: Nelson Mandela (Južnoafrička Republika) i Anatolij Marčenko (SSSR; postumno)
- 1989.: Aleksandar Dubček (Čehoslovačka)
- 1990.: Aung San Suu Kyi (Mijanmar)
- 1991.: Adem Demaçi (Kosovo)
- 1992.: Majke iz Plaza de Mayo (Argentina)
- 1993.: Oslobođenje (Bosna i Hercegovina)
- 1994.: Taslima Nasrin (Bangladeš)
- 1995.: Leyla Zana (Turska)
- 1996.: Wei Jingsheng (Kina)
- 1997.: Salima Ghezali (Alžir)
- 1998.: Ibrahim Rugova (Kosovo)
- 1999.: Xanana Gusmão (Istočni Timor)
- 2000.: ¡Basta Ya! (Španjolska)
- 2001.: Nurit Peled-Elhanan (Izrael), Izzat Ghazzawi (Palestina), Zacarias Kamwenho (Angola)
- 2002.: Oswaldo Payá (Kuba)
- 2003.: Ujedinjeni Narodi
- 2004.: Bjeloruska udruga novinara
- 2005.: Dame u bijelom (Kuba), Reporteri bez granica i Hauwa Ibrahim (Nigerija)
- 2006.: Alaksandar Milinkievič (Bjelorusija)
- 2007.: Salih Mahmoud Osman (Sudan)
- 2008.: Hu Jia (Kina)
- 2009.: Memorial (Rusija)
- 2010.: Guillermo Fariñas (Kuba)
- 2011.: Asmaa Mahfouz (Egipat), Ahmed al-Senussi (Libija), Razan Zaitouneh (Sirija), Ali Farzat (Sirija), Mohamed Bouazizi (Tunis)
- 2012.: Jafar Panahi i Nasrin Sotoudeh, (Iran)
- 2013.: Malala Yousafzai (Pakistan)
- 2014.: Denis Mukwege (Demokratska Republika Kongo)
- 2015.: Raif Badawi (Saudijska Arabija)
- 2016.: Nadia Murad Basee, Lamiya Aji Bashar (Irak)
- 2017.: Demokratska oporba u Venezueli[2]
- 2018.: Oleg Sentsov (Ukrajina)
- 2019.: Ilham Tohti (Istočni Turkestan)
- 2020.: Demokratska opozicija u Bjelorusiji
- 2021.: Aleksej Navaljni

## Vanjske poveznice
Mrežna mjesta
- Nagrada Saharov, službeno mrežno mjesto